# Lanques-sur-Rognon
Lanques-sur-Rognon település Franciaországban, Haute-Marne megyében. Lakosainak száma 212 fő (2022. január 1.). Lanques-sur-Rognon Ageville, Biesles, Mandres-la-Côte, Mennouveaux és Nogent községekkel határos.

## Népesség
A település népességének változása:
| Lakosok száma | 254  | 230  | 205  | 211  | 205  | 191  | 186  | 197  | 203  | 212  |
|               | 1968 | 1982 | 1990 | 2006 | 2013 | 2015 | 2017 | 2019 | 2020 | 2022 |